# Daniela Walkowiak-Pilecka
Daniela Walkowiak-Pilecka, née le 24 mai 1935 à Łąki Wielkie, est une kayakiste polonaise. 

## Carrière
Daniela Walkowiak participe aux Jeux olympiques de 1960 à Rome et remporte la médaille de bronze en K-1 500m.